# Плюссюльен
Плюссюлье́н (фр. Plussulien, брет. Plusulian) — коммуна во Франции, находится в регионе Бретань. Департамент — Кот-д’Армор. Входит в состав кантона Мюр-де-Бретань. Округ коммуны — Сен-Бриё.
Код INSEE коммуны — 22244.

## География
Коммуна расположена приблизительно в 410 км к западу от Парижа, в 105 км западнее Ренна, в 34 км к юго-западу от Сен-Бриё.

## Население
Население коммуны на 2016 год составляло 492 человека.
| 1962 | 1968 | 1975 | 1982 | 1990 | 1999 | 2008 | 2016 |
| ---- | ---- | ---- | ---- | ---- | ---- | ---- | ---- |
| 860  | 761  | 707  | 660  | 596  | 515  | 487  | 492  |

## Администрация
| Период | Период | Фамилия         | Партия                  | Примечания |
| ------ | ------ | --------------- | ----------------------- | ---------- |
| 2001   | 2008   | Жан Ле-Поммелек |                         |            |
| 2008   |        | Жиль Тома       | Коммунистическая партия | фермер     |

## Экономика
В 2007 году среди 289 человек в трудоспособном возрасте (15—64 лет) 202 были экономически активными, 87 — неактивными (показатель активности — 69,9 %, в 1999 году было 70,9 %). Из 202 активных работали 185 человек (99 мужчин и 86 женщин), безработных было 17 (7 мужчин и 10 женщин). Среди 87 неактивных 26 человек были учениками или студентами, 45 — пенсионерами, 16 были неактивными по другим причинам.

## Достопримечательности
- Часовня Нотр-Дам-де-Селедан (XV век). Исторический памятник с 1926 года[3]
- Крест на кладбище (XVII век). Исторический памятник с 1926 года[4]

## Фотогалерея
- Часовня Нотр-Дам
- Часовня Нотр-Дам
- Пьета и крест